# Río Naguilán
El río Naguilán es un curso natural de agua que nace en extremo suroeste de la cuenca del río Valdivia y tras corto trayecto en dirección general noroeste desemboca en el estuario del río Tornagaleones.

## Historia
Luis Risopatrón lo describe en su Diccionario Jeográfico de Chile de 1924:: 576 
Naguilan (Rio) 40° 00' 73° 15'. Es mui torrentoso, escaso de agua en el verano, de altos cantiles, corre en su parte superior entre cerros elevados i boscosos, con tortuoso curso lleno de palizadas, hasta El Rómazal, desde donde se escurre menos serpenteado, mas limpio, profundo, de aguas pandas, con un ancho que varía de 25 a 40 m, hasta vaciarse en la márjen S del rio Tornagaleones; las mareas hinchan el agua 1,2 m, con ascensos de no menos de 4 m en los aluviones, que inundan los terrenos bajos, de cultivo, que orillan el rio por ambos lados. Puede ser navegado en el verano por embarcaciones de 1,6 m de calado, en los últimos 3 a 4 kilómetros de su parte inferior. 1, V, p. 156 i carta 13; 61, XXXV, p. 47 i 48 i carta; 155, p. 466; i 156; i Ainaguilán en 61, XXXI, p. 208 mapa; i 62, I, p.156.